# Zəlim Tçqayev
Zəlim Tçqayev (russisch Зелим Аланович Цкаев; * 2. Mai 1999) ist ein aserbaidschanischer Judoka, der bis 2017 für Russland antrat.

## Sportliche Karriere
Zəlim Tçqayev kämpft seit 2017 in der Gewichtsklasse bis 81 Kilogramm, nachdem er 2016 Kadetteneuropameister in der Gewichtsklasse bis 73 Kilogramm geworden war.
2023 gewann er beim Grand Slam in Baku sein erstes internationales Turnier, als er im Finale den Österreicher Shamil Borchashvili bezwang. Anderthalb Monate später schied er bei den Europameisterschaften in Montpellier im Achtelfinale gegen den Deutschen Dominic Ressel aus. Im Dezember 2023 wurde Tçqayev beim Grand Slam in Tokio Dritter. Im Februar 2024 verlor er im Finale des Turniers in Paris gegen den Belgier Matthias Casse. Zwei Wochen später siegte Tçqayev im Grand-Slam-Finale von Baku gegen seinen Landsmann Omar Rajabli. Bei den Europameisterschaften in Zagreb, den Weltmeisterschaften in Abu Dhabi und den Olympischen Spielen in Paris schied Tçqayev jeweils in seinem Auftaktkampf aus. Im Oktober erreichte er das Finale beim Grand Slam in Abu Dhabi und bezwang dann den Georgier Zaur Dvalashvili. Im Februar 2025 gewann Tçqayev in Baku seinen vierten Grand-Slam-Titel mit einem Finalsieg über den Kanadier François Gauthier-Drapeau.